# Кик (Опольське воєводство)
Кик (пол. Kik) — село в Польщі, у гміні Прашка Олеського повіту Опольського воєводства.
Населення — 53 особи (2011).
У 1975-1998 роках село належало до Ченстоховського воєводства.

## Демографія
Демографічна структура станом на 31 березня 2011 року:
|          | Загалом | Допрацездатний вік | Працездатний вік | Постпрацездатний вік |
| -------- | ------- | ------------------ | ---------------- | -------------------- |
| Чоловіки | 26      | 5                  | 17               | 4                    |
| Жінки    | 27      | 4                  | 14               | 9                    |
| Разом    | 53      | 9                  | 31               | 13                   |